# باربی-ینی پیلوره-استورگورد
باربی-ینی پیلوره-استورگورد (استونیایی: Barbi-Jenny Pilvre-Storgård؛ زادهٔ ۱۹ آوریل ۱۹۶۳) روزنامه‌نگار، سیاستمدار و نماینده مجلس اهل استونی بود.